# Vinjan
Vinjan (italijansko Vignano) je naselje v občini Milje v Tržaški pokrajini.
Nahaja se pred Montom na južni strani Orehove doline, kjer teče Osapska reka. Vinjanski potok (Menariolo) je italijansko-slovenski potok in levi pritok Osapske reke, ki izvira med krajema Tinjan (Antignano) in Ospom (Ospo) v občini Koper v Sloveniji. V bližini Vinjanskega gozda vstopi v Italijo in se takoj dolvodno od Orehovih jezer izliva v Osapsko reko. 
Nekaj sto metrov od Vinjana je zaščiteno naravno območje biotopa Orehovih jezer.

## Galerija slik
- Eno od Orehovih jezer
- Osapska reka pri Vinjanu
- Spominska plošča na mostu čez Osapsko reko
- Vinjanski potok